# Сімона Ізідорі
Сімона Ізідорі (італ. Simona Isidori; нар. 10 жовтня 1967) — колишня італійська тенісистка.
Найвищу одиночну позицію світового рейтингу — 195 місце досягла 14 серпня 1989, парну — 146 місце — 17 вересня 1990 року.
Здобула 1 одиночний та 3 парні титули.

## Фінали ITF
| турніри $25,000 |
| турніри $10,000 |

### Одиночний розряд: 2 (1–1)
| Результат | Ранг | Дата           | Турнір                | Покриття | Суперниця            | Рахунок  |
| --------- | ---- | -------------- | --------------------- | -------- | -------------------- | -------- |
| Перемога  | 1.   | 15 серпня 1988 | Кальтаджіроне, Італія | Ґрунт    | Катеріна Ноццолі     | 6-4 7-5  |
| Поразка   | 1.   | 31 липня 1989  | Віго, Іспанія         | Ґрунт    | Катерін Моте-Жобкель | 6–4, 6–3 |

### Парний розряд: 5 (3–2)
| Результат | Ранг | Дата           | Турнір                       | Покриття | Партнерка           | Суперниці                           | Рахунок       |
| --------- | ---- | -------------- | ---------------------------- | -------- | ------------------- | ----------------------------------- | ------------- |
| Перемога  | 1.   | 20 липня 1987  | Сецце, Італія                | Ґрунт    | Крістіна Казіні     | Федеріка Юґонне Наталі Герре-Спіцер | 6–2, 6–1      |
| Поразка   | 1.   | 25 липня 1988  | Франкавілла-аль-Маре, Італія | Ґрунт    | Крістіна Казіні     | Еллісон Купер Мері Норвуд           | 6–1, 6–7, 1–6 |
| Перемога  | 2.   | 11 червня 1990 | Модена, Італія               | Тверде   | Сільвія Фаріна-Елія | Гелен ван ден Берґ Міріам Ореманс   | 6–2, 6–3      |
| Поразка   | 2.   | 25 червня 1990 | Кальтаджіроне, Італія        | Ґрунт    | Катеріна Ноццолі    | Дженніфер Ф'юкс Їда Ей              | 1–6, 1–6      |
| Перемога  | 3.   | 23 липня 1990  | Мілан, Італія                | Тверде   | Сільвія Фаріна-Елія | Наталі Балле Аґнес Роман            | 2–6, 6–1, 6–3 |